# Йохан I фон Холщайн-Кил
Йохан I фон Холщайн-Кил (на немски: Johann I von Holstein-Kiel; * ок. 1229; † 20 април 1263) от род Шауенбург е граф на Шауенбург и Холщайн (1238 – 1261), граф на Холщайн-Кил (1261 – 1263).
Той е големият син на граф Адолф IV фон Шауенбург и Холщайн (1205 – 1261) и съпругата му Хайлвиг фон Липе (1200 – 1248), дъщеря на Херман II (1175 – 1229), господар на Липе и Реда, и съпругата му графиня Ода фон Текленбург.
След като баща му се оттегля на 13 август 1239 г. като францискански монах в основания от него манастир Св. Мария в Кил, той управлява заедно с по-малкия си брат Герхард I, в началото под опекунството на техния чичо херцог Абел от Шлезвиг, син на датския крал Валдемар II. Когато Адолф IV умира през 1261 г., Йохан и Герхард разделят Холщайн и Щормарн на графствата Холщайн-Кил и Холщайн-Итцехое. Йохан получава частта с Кил, Вагрия и Източен Холщайн, а брат му Герхард I получава частта с Щормарн, Пльон и Шауенбург и резидира в Итцехое.
Йохан умира през 1263 г. Опекун на синовете му става брат му Герхард.
Вдовицата му Елизабет се омъжва втори път през 1265 г. за Конрад I граф на Брена.

## Фамилия
Йохан се жени през 1249/1250 г. за Елизабет Саксонска († 1293/пр. 2 февруари 1306), дъщеря на херцог Албрехт I от Саксония († 1261) и Агнес от Тюрингия(† 1261). Те имат децата:
- Адолф V (ок. 1252 – 1308), граф на Холщайн-Кил (1263 – 1273) и Холщайн-Зегеберг (1273 – 1308), женен ок. 1280 за Еуфемия Померанска († сл. 1316), дъщеря на херцог Богислав IV от Померания
- Йохан II (1253 – 1321), граф на Холщайн-Кил (1263 – 1316), женен 1276 за Маргарет Датска († 1306), дъщеря на крал Христоф († 1259)
- Албрехт († 1300), 1283 каноник в Хамбург
- Хайлвиг (* ок. 1251; † пр. 1308), омъжена 1262 за маркграф Ото IV фон Бранденбург (1238 – 1308/1309)
- Агнес († 1286/1287), омъжена пр. 1272 за княз Валдемар фон Мекленбург-Росток († 1282)
- Елизабет († ок. 1284) омъжена за граф Николаус фон Шверин цу Витенбург († 1323)